# A.S.D. Pianura
Associazione Sportiva Dilettantistica Pianura là một câu lạc bộ bóng đá Ý đến từ Pianura, ngoại ô thành phố Napoli, Campania. Màu sắc của đội là trắng và xanh.
Đội bị phá sản năm 2010.